# Corridor de la Rivière-Saint-Charles
Le Corridor de la Rivière-Saint-Charles est le nom donné aux deux pistes cyclables longeant chacune une rive de la rivière Saint-Charles, située dans la ville de Québec. Elles débutent à l'embouchure de la rivière et se terminent neuf kilomètres plus loin vers l'amont.

## Description

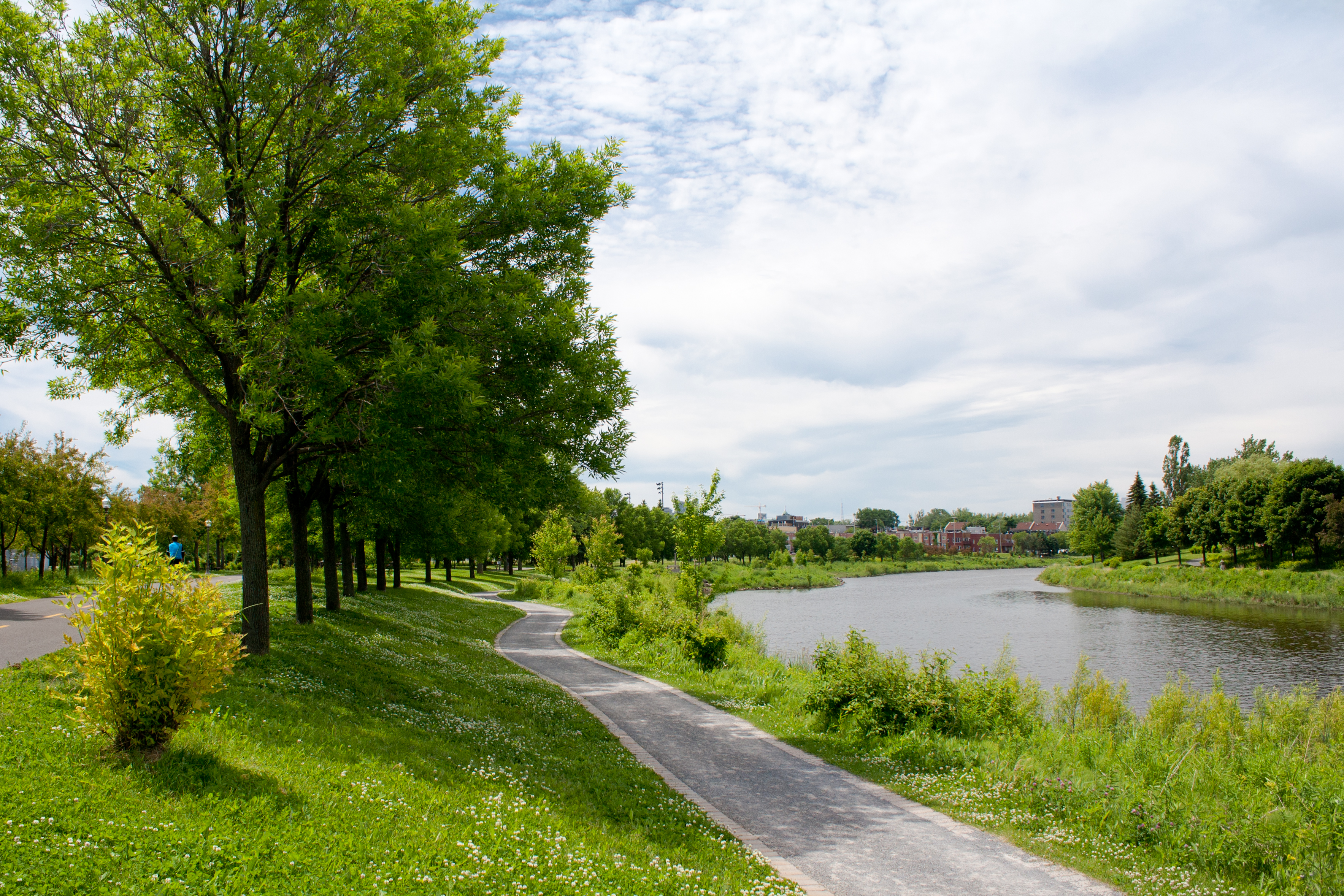
Une sentier pédestre longe la rivière

Il y a une piste cyclable de chaque côté des deux rives de la rivière, celle au nord souvent utilisé pour la marche ou le patins à roulettes alors que celle au sud est plutôt utilisé par les cyclistes. Les berges de la rivière ont été entièrement renaturalisées et le parcours, agréable, est ponctué  de plusieurs aires de repos ou  de divertissements dont le Parc Cartier-Brébeuf, le Parc Victoria et le site de la Pointe-aux-Lièvres.
Bien que fréquenté surtout pour la ballade, il s'agit d'un lien important pour les cyclistes désirant rejoindre le Corridor du Littoral ou, à l'inverse, entrer dans le centre-ville.